# Сележень (Арад)
Сележень, Сележені (рум. Sălăjeni) — село у повіті Арад в Румунії. Адміністративно підпорядковане місту Себіш.
Село розташоване на відстані 373 км на північний захід від Бухареста, 70 км на схід від Арада, 117 км на захід від Клуж-Напоки, 100 км на північний схід від Тімішоари.

## Населення
За даними перепису населення 2002 року у селі проживали 202 особи, з них 200 осіб (99,0%) румунів. Рідною мовою 200 осіб (99,0%) назвали румунську.